# Maigret e il caso Saint-Fiacre
Maigret e il caso Saint-Fiacre è un film del 1959 diretto da Jean Delannoy, con Jean Gabin nel ruolo di Maigret.
Il soggetto è tratto dal romanzo poliziesco L'affare Saint-Fiacre.

## Trama
Il commissario Maigret torna a Saint-Fiacre, il piccolo villaggio in cui è cresciuto e dove suo padre lavorava come amministratore della tenuta della contessa di Saint-Fiacre. La donna, ormai vedova e malata, gli ha chiesto di raggiungerla con urgenza dopo aver ricevuto una lettera anonima che annuncia la sua morte per il giorno successivo, il Mercoledì delle Ceneri. Giunto al castello, Maigret trova la proprietà in condizioni decadenti: i suoi beni vengono progressivamente venduti dall’assistente personale della contessa, il giovane Sabatier, mentre le terre vengono cedute dall’attuale amministratore Gautier e da suo figlio Émile, impiegato in banca. I due sostengono di agire nell’interesse di Maurice, il figlio della contessa, un uomo dissoluto e amante della bella vita, che raramente fa visita alla madre. La mattina successiva, la contessa partecipa alla messa in chiesa ma, dopo aver ricevuto la comunione, crolla improvvisamente sul suo banco e muore. Il medico locale, il dottor Bouchardon, non si mostra sorpreso, spiegando che la donna soffriva di cuore e che la sua morte è da attribuire a cause naturali. Poco dopo, arriva in paese il giornale del giorno, che riporta in prima pagina la notizia del suicidio di Maurice avvenuto il giorno prima a Parigi. Tuttavia, Maurice è vivo e appena giunto alla magione di famiglia, così come aveva comunicato qualche giorno prima, apprende della morte della madre. Contattata la redazione, Maigret scopre che l’articolo era stato segnalato telefonicamente poco prima della chiusura dell'edizione, senza possibilità di verificarne l’attendibilità. Convinto che la morte della contessa non sia stata accidentale, Maigret avvia le sue indagini. Scopre che, prima di morire, la donna aveva aperto il suo messale, che ora è misteriosamente scomparso. Ritrovato nella sacrestia, al suo interno è incollato il ritaglio dell’articolo sul suicidio di Maurice, stampato in città e non ancora disponibile in paese al momento della morte. Nel corso di una cena alla quale sono invitati tutti i sospettati, Maigret smaschera il colpevole.

## Produzione
Il film fu prodotto dalla Cinétel, Pretoria Film, Filmsonor, Intermondia Film, Titanus. Venne girato, dal 18 febbraio al 15 aprile 1959, a Vernon. Alcune scene furono riprese nel Café "Le Grand Café", 49 place Allier, Moulins, di Allier.

## Distribuzione
Distribuito dalla Cinédis, uscì nelle sale cinematografiche francesi il 2 settembre 1959. In Finlandia, uscì il 29 gennaio 1960, in Germania Ovest, il 16 ottobre 1964.